# 大田垣晴子
大田垣 晴子（おおたがき せいこ、1969年10月16日 - ）は、日本のイラストレーター、エッセイスト（自称「画文家」）。
神奈川県横浜市出身。本名同じ、既婚。現姓は「大森」。3人娘の次女である。あだ名は主にセイちゃん、大学時代に入り浸っていた居酒屋ではダーティー・ロリータと呼ばれていた。

## 人物・来歴
元来は染織家志望だったが工芸科受験に失敗し、当時新設された武蔵野美術大学空間演出デザイン科ファッションデザインコースに合格。「ファッションデザインコースならテキスタイルの授業などで染織の勉強ができる」と感じて入学を決めた。
しかしテキスタイルの授業を受けているうちに、染織家になりたいという当初の気持ちは冷めてしまい、一般教養で受講した「民俗学」でレポートを絵と文でまとめているうちに、画文レポートが面白くなった。そのため、退学を考えたこともあったが、ファッション・デザインの教授だった小池一子から「うちの学科でやればいいじゃない」と考現学を勧められる。
在学中に和田誠の紹介で、雑誌『話の特集』の1992年7月号から、16頁ものイラスト・エッセイ「サンサル」を連載開始。これがプロデビューのきっかけとなった。内容は、大田垣曰く「わたしの我田引水、本末転倒、無知滑稽な日々を書き綴った」ものであった。
1996年にフリーランスとなり、以降順調に人気を博し、幅広い分野（体験物イラスト・エッセイ、路上観察イラスト・エッセイ、日常生活イラスト・エッセイ、挿絵、漫画等）において新聞・雑誌に連載を持ち、それらをもとにした単行本も多い。また、広告のイラスト等も手がけている。
画文家とは、噛み砕いて言えば、漫画ではないが、イラストとエッセイを融合させることである。
2007年9月3日、飲食業勤務で8歳年下の“おーもりくん”と結婚。2010年7月、40歳のときに女児を出産。
身長は高くならない家系で、本人も150cmくらい。
来歴
- 1988年 武蔵野美術大学空間演出デザイン科ファッションデザインコースに入学[1]。小池一子に師事する。
- 1992年 大学卒業後、同大学ファッションデザイン研究室で助手[5]を4年間務める。

## 雑誌の連載
- weeklyくりくり（毎日新聞社）
- VISIO（ワールドフォトプレス）
- ダ・ヴィンチ（メディアファクトリー）
- CREA（文藝春秋）
- はじめよう英会話（NHK出版）
- きょうの料理（NHK出版）
- 週刊朝日（朝日新聞社）
- レコードコレクターズ（ミュージックマガジン）
- 週刊ポスト（小学館）
- 散歩の達人（交通新聞社）

## 書籍扱い雑誌
- O（オー） - 大田垣が責任・監修のもとで、2003年12月から2005年10月まで（偶数月刊行）。全12冊。発行元は筑摩書房。

## 著書
1. サンサル 第1巻（広済堂出版・1996年2月） ISBN 4-331-50522-7
2. サンサル 第2巻（広済堂出版・1996年4月） ISBN 4-331-50528-6
3. オトナのアソビ（白泉社・1998年8月） ISBN 4-592-13182-7
4. わたくし的読書（メディアファクトリー ダ・ヴィンチ編集部・1999年4月） ISBN 4-88991-834-5
5. とんちんかん道具館（朝日新聞日曜版編集部/編 朝日新聞社・1999年11月） ISBN 4-02-257420-8
6. もっとオトナのアソビ（白泉社・2000年1月） ISBN 4-592-13195-9
7. 花のような女（ヒト）（講談社・2000年4月） ISBN 4-06-210184-X
8. 小さなモンダイ（日本放送出版協会・2000年12月） ISBN 4-14-005356-9
9. ふつうのファッション（メディアファクトリー ダ・ヴィンチ編集部・2001年3月） ISBN 4-8401-0237-6
10. オトコとオンナの深い穴（メディアファクトリー ダ・ヴィンチ編集部・2001年9月） ISBN 4-8401-0349-6
11. くいしんぼマニュアル（竹書房・2001年12月） ISBN 4-8124-0832-6
12. こんな生活（メディアファクトリー ダ・ヴィンチ編集部・2002年2月） ISBN 4-8401-0510-3
13. これがわたしの電脳ライフ（メディアファクトリー ダ・ヴィンチ編集部・2002年3月） ISBN 4-8401-0554-5
14. 東京リラックス（文藝春秋・2002年7月） ISBN 4-16-358600-8
15. 日用服飾事典Plus（メディアファクトリー ダ・ヴィンチ編集部・2002年9月） ISBN 4-8401-0603-7
16. 元祖体験道（扶桑社・2002年11月） ISBN 4-594-03764-X
17. 焼酎ぐるぐる（ワニブックス・2003年4月） ISBN 4-8470-1464-2
18. オンナノコのおたしなみ（メディアファクトリー・2004年5月） ISBN 4-8401-1076-X
19. 女のシゴト道（文藝春秋・2004年9月） ISBN 4-16-366320-7
20. モノ語り一題二話（大和書房・2005年1月） ISBN 4-479-67062-9
21. きょうのごはん（メディアファクトリー・2005年1月） ISBN 4-8401-1204-5
22. セイちゃん 第1巻（メディアファクトリー・2005年8月） ISBN 4-8401-1403-X
23. セイちゃん 第2巻（メディアファクトリー・2005年10月）
24. 物見遊湯（新潮社・2006年3月）
25. イラスト会話ブック（2006 - 07年 JTBパブリッシング）
  1. イラスト会話ブック タイ（石川ともことの共著、2006年4月）
  2. イラスト会話ブック 韓国（石川ともことの共著、2006年4月）
  3. イラスト会話ブック 中国（下村都との共著、2006年6月）
  4. イラスト会話ブック 台湾（浜野史子との共著、2006年6月）
  5. イラスト会話ブック 香港（小野寺光子との共著、2006年9月）
  6. イラスト会話ブック ベトナム（藤田ヒロコとの共著、2006年9月）
  7. イラスト会話ブック フィリピン（若山ゆりことの共著、2006年9月）
  8. イラスト会話ブック バリ島（中根麻利との共著、2007年1月）
  9. イラスト会話ブック インド（若山ゆりことの共著、JTBパブリッシング・2007年11月）
26. ビールでいただきます！ キリンビール大学 超人気講座（ソフトバンククリエイティブ・2007年3月）
27. ひとコマ日記（メディアファクトリ－・2007年3月）
28. ぱんだだ！ 中国・日本パンダ紀行（文藝春秋・2007年4月）
29. わたしってどんなヒトですか？（メディアファクトリー・2007年11月）
30. 箱庭（筑摩書房・2008年6月）
31. ぐぅ～の音（文藝春秋・2008年10月）
32. 絵を見て話せるタビトモ会話（JTBパブリッシング・2009年）
  1. トルコ 絵を見て話せるタビトモ会話（若山ゆりことの共著、2009年2月）
  2. カンボジア 絵を見て話せるタビトモ会話（石川ともことの共著、・2009年2月）
  3. マレーシア 絵を見て話せるタビトモ会話（小酒句未果との共著、2009年2月）
  4. 香港 絵を見て話せるタビトモ会話（小野寺光子との共著、2009年3月）
  5. 韓国 絵を見て話せるタビトモ会話（小野寺光子との共著、2009年3月）
  6. フィリピン 絵を見て話せるタビトモ会話（若山ゆりことの共著、2009年3月）
  7. 中国 絵を見て話せるタビトモ会話（下村都との共著、2009年3月）
  8. ベトナム 絵を見て話せるタビトモ会話（藤田ヒロコとの共著、2009年4月）
  9. タイ 絵を見て話せるタビトモ会話（石川ともことの共著、2009年4月）
  10. バリ島 絵を見て話せるタビトモ会話（中根麻利との共著、2009年4月）
  11. 台湾 絵を見て話せるタビトモ会話（浜野史子との共著、2009年4月）
  12. ネパール 絵を見て話せるタビトモ会話（浜野史子との共著、2009年11月）
  13. 上海 絵を見て話せるタビトモ会話（浜野史子との共著、2009年11月）
  14. ソウル 絵を見て話せるタビトモ会話（浜野史子との共著、2009年11月）
  15. インド 絵を見て話せるタビトモ会話（若山ゆりことの共著、2011年10月）
33. ぐうなび（小学館・2009年9月）
34. 女は原石なのよ-30代からの女磨き（文藝春秋・2010年8月）
35. 結婚ゴーラウンド（中央公論新社・2011年3月）
36. 40歳!妊活日記（文藝春秋・2011年4月）
37. キリンビール大学 10周年記念本 ビールでごちそうさま！（学研パブリッシング・2011年7月）
38. 365日絵こよみ（SBクリエイティブ・2011年9月）
39. 原色旬食（角川書店・2012年9月）
40. あなたが怪（メディアファクトリー・2012年9月）
41. 季節七十二で候。（メディアファクトリー・2013年6月）
42. 偏愛博物館スケッチ（角川書店・2013年11月）
43. 四十路の悩み 女・三界画報（KADOKAWA メディアファクトリー・2014年11月）
44. す子゛ろく （KADOKAWA 角川書店・2015年2月）
45. ぶらぶらミュージアム（交通新聞社・2018年1月）

### 文庫版
1. わたくし的読書（メディアファクトリー・2003年2月） ISBN 4-8401-0714-9
2. サンサル 第1巻（メディアファクトリー・2003年2月） ISBN 4-8401-0712-2
3. サンサル 第2巻（メディアファクトリー・2003年2月） ISBN 4-8401-0713-0
4. 花のような女（ヒト）（メディアファクトリー・2003年10月） ISBN 4-8401-0891-9
5. オトナのアソビ（メディアファクトリー・2007年1月）
6. もっとオトナのアソビ（メディアファクトリー・2007年1月）
7. こんな生活（メディアファクトリー・2008年2月）
8. くいしんぼマニュアル（メディアファクトリー・2008年2月）
9. オトコとオンナの深い穴（メディアファクトリー・2008年7月）
10. 東京リラックス（メディアファクトリー・2008年7月）
11. 女のシゴト道（文藝春秋・2009年7月）
12. 焼酎ぐるぐる（メディアファクトリー・2010年2月）
13. ぐうーの音（文藝春秋・2011年7月）
14. 日々是反省 (ポプラ社・2013年8月)

### その他
- （イラスト担当）『大人も知らない？続 ふしぎ現象事典』2023年、マイクロマガジン社 ISBN 978-4-86716-478-5